# Kommunalarchiv Herford
Das Stadtarchiv der Stadt Herford wurde 1988 mit dem Archiv des Kreises Herford zum Kommunalarchiv Herford vereint, das aufgrund einer öffentlich-rechtlichen Vereinbarung gemeinsam von der Stadt und dem Kreis Herford getragen wird.
Gleichzeitig wurde dem Archiv eine eigenständige kulturelle Bedeutung zuerkannt.
Im Kommunalarchiv Herford sind auch die Archive der Stadt Enger und der Gemeinde Hiddenhausen deponiert.

## Geschichte des Stadtarchivs
Die Anfänge des heutigen Stadtarchivs liegen um 1220. Es diente zunächst der Sicherstellung und Aufbewahrung von Dokumenten zur Rechtsicherung (z. B. Kauf- oder Schutzverträge), meist in Form von Urkunden auf Pergament.
Ab dem 15. Jahrhundert kamen auch die in Akten gesammelten Schriftstücke hinzu, die zu Rechtsgeschäften führten. Zuständig für die Sammlung und Aufbewahrung war der Stadtschreiber.
Im Laufe der Zeit kam mit zunehmender Systematisierung der Verwaltung die Aufgabe der Organisation der An- und Ablage von Akten (Registratur) hinzu. Beide Aufgaben übernahm der Stadtsekretär, der auch die Protokollbücher bei den Ratssitzungen führte.
Bis auf eine kurze Unterbrechung am Ende des Dreißigjährigen Krieges, als die Stadt Herford von brandenburgischen Truppen eingenommen und Teile des Archivs kurzzeitig nach Berlin überführt wurden, änderte sich bis zum Beginn des 19. Jahrhunderts nichts an der Situation des Archivs. Mit zunehmendem Verwaltungswachstum trennten sich dann aber nach und nach die Tätigkeitsfelder der Registratur und des Archivs.
Ab 1828 nahm sich der historisch sehr interessierte Bürgermeister August Viktor Wilhelm Rose der Archivbestände an. Nach gründlicher Sichtung des Archivgutes erstellte er Verzeichnisse, auf denen heute noch zahlreiche Findmittel des Stadtarchivs Herford beruhen, und erweiterte die Archivbestände um zahlreiche Abschriften von Urkunden und Akten.
Nach dem Abriss den Altstädter Rathauses auf dem Alten Markt 1878 wechselten die Abteilungen der Stadtverwaltung und auch das Archiv Häufig die Räumlichkeiten. 1900 wurden die historisch wichtigen Urkunden und Akten schließlich in das Staatsarchiv Münster überführt, wo auch schon die Unterlagen der ehemaligen Abtei Herfords lagerten, da die sachgerechte Aufbewahrung und Bearbeitung dort vorerst besser möglich war. Die restlichen, unbearbeiteten Akten und die laufende Registratur wanderten bis zum Neubau des Rathauses (Fertigstellung 1916) durch verschiedene Gebäude, wobei ein Teil scheinbar spurlos verschwand. Einige Akten gelangten auch in das vom Herforder Verein für Heimatkunde (heute: Verein für Herforder Geschichte e. V.) betreute Museum, dessen ehrenamtlicher Museumsleiter Gustav Schierholz 1942 offiziell mit der Archivpflege betraut wurde.
Der seit 1958 hauptamtliche Museumsleiter Dr. Rainer Pape bewirkte 1964 gemeinsam mit dem Herforder Verein für Heimatkunde die Rückführung der Archivbestände aus Münster mit dem Ziel, in Herford ein Kulturzentrum bestehend aus Stadtarchiv, Heimatverein und städtischem Museum entstehen zu lassen. Fortan waren Städtisches Museum und Stadtarchiv eine gemeinsame Dienststelle unter der Leitung von Dr. Pape. Der Bearbeitungsrückstand des Archivguts war aber aus Personalmangel nicht zu bewältigen, so dass trotz Erlass einer Benutzungsordnung 1965 keine intensive Archivbenutzung möglich war. Im selben Jahr noch tauchte ein Teil der verloren geglaubten Akten auf dem Dachboden des neuen Rathauses wieder auf.
1974 wurde dann Archivmitarbeiter Friedrich-Wilhelm Claßen eingestellt, der begann, die Archivalien zu reinigen, zu ordnen und zu verzeichnen. Untergebracht wurde das Stadtarchiv ab 1975 in den ehemaligen Gefängnisräumen im Keller des Rathauses, die Archivbenutzung fand aber in den Räumen des Heimatmuseums statt und war nach wie vor nur bedingt möglich, da zunächst nur die ältesten Archivalien verzeichnet wurden und die räumliche Trennung von Archiv und Museum den Zugang erschwerte. Im Museum selbst lagerten die Zeitungssammlung, die Fotosammlung und die Heimatbücherei, es wurden dort aber auch weiterhin parallel zum Stadtarchiv Archivalien gesammelt.
1986 wurde das Archiv erneut umgelagert, diesmal in die Räume der ehemaligen Polizeidienststelle in der Elverdisser Straße. Die restlichen Archivbestände aus dem Museum und das Kreisarchiv wurden 1989/1990 schließlich ebenfalls dorthin überführt. Ab 1988 wurden Dr. Theodor Helmert-Corvey Stadtarchivar und Museumsleiter und der spätere Stadtarchivar Christoph Laue Archivangestellter. Noch im selben Jahr wurde der Vertrag zur Errichtung eines gemeinsamen Kommunalarchivs von Stadt und Kreis Herford unterzeichnet.
Im Januar 1997 zog das gesamte Kommunalarchiv in den Altbau des Herforder Kreishauses um, wo es sich auch heute noch befindet.

## Gebäude

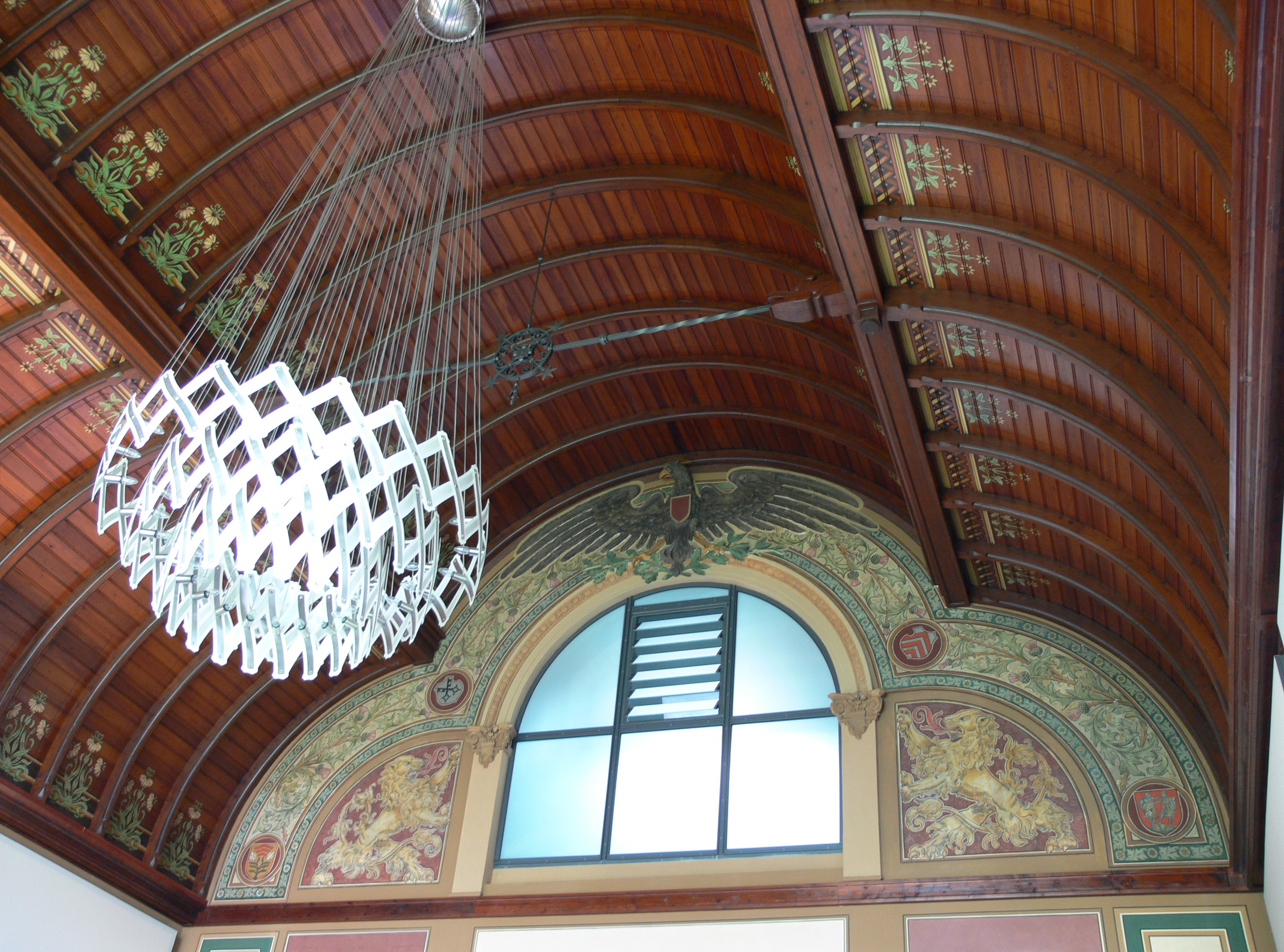
Decke des historischen Sitzungssaals (die Restaurierung wurde 2008 abgeschlossen)

Die Büroräume, Lesesäle und einer der vier Magazinräume des Kommunalarchivs Herford befinden sich seit 1997 im Altbau des Kreishauses Herford, die anderen Magazinräume befinden sich in den An- und Neubauten von 1957 und 1995.
Der Bau des heutigen Kreishauses begann 1898. Der Herforder Kreistag tagte bis zum Abriss 1878 im Rathaus auf dem Alten Markt, danach vorübergehend in verschiedenen Herforder Hotels, bis er dann ab 1880 im Herforder Amtsgerichtsgebäude untergebracht wurde. Im Jahr 1887 wurde das Büro des Kreisausschusses im Obergeschoss des Hauses an der Elisabethstr. 9 untergebracht, in dem sich heute das Hotel zur Fürstabtei befindet. Im Erdgeschoss desselben Gebäudes befand sich bereits seit 1832 das landrätliche Büro. Als 1887 die Kreisausschussverwaltung neu geschaffen wurde, beschloss der Kreistag bereits den Bau eines eigenen Kreishauses im Baustil der Renaissance unter der Leitung des Architekten Paul Münter aus Herford. Die Bauarbeiten begannen im Jahr 1898 und dauerten insgesamt zwei Jahre. Am 14. August 1900 wurde das neue Gebäude feierlich eingeweiht. Die Baukosten betrugen laut Endabrechnung 262.249 Mark und 27 Pfennige.
Das Kreishaus verfügte über 2 Sitzungssäle (für Kreistag und Kreisausschuss). Im gesamten Südflügel des Gebäudes war die Dienstwohnung des Landrats untergebracht, in dessen Räumen heute Büros und im Obergeschoss ein Teil des Kommunalarchivs (Büros, Fotoarchiv und Lesesäle) untergebracht sind.
Schon im Ersten Weltkrieg wurde der Platz erneut knapp und es musste ein benachbartes Wohnhaus angemietet werden. Nach dem Zweiten Weltkrieg wurde der sechsstöckige Erweiterungsbau beschlossen, der 1957 fertig gestellt wurde. Im Keller des Anbaus befinden sich heute zwei Magazinräume des Kommunalarchivs.
In den 90er Jahren wurde ein weiterer Erweiterungsbau beschlossen, der bereits im Sommer 1995 bezogen werden konnte und in dessen Keller sich heute die Registratur der Kreisverwaltung und ein weiterer Teil der Bestände des Kommunalarchivs befinden.

## Bestände

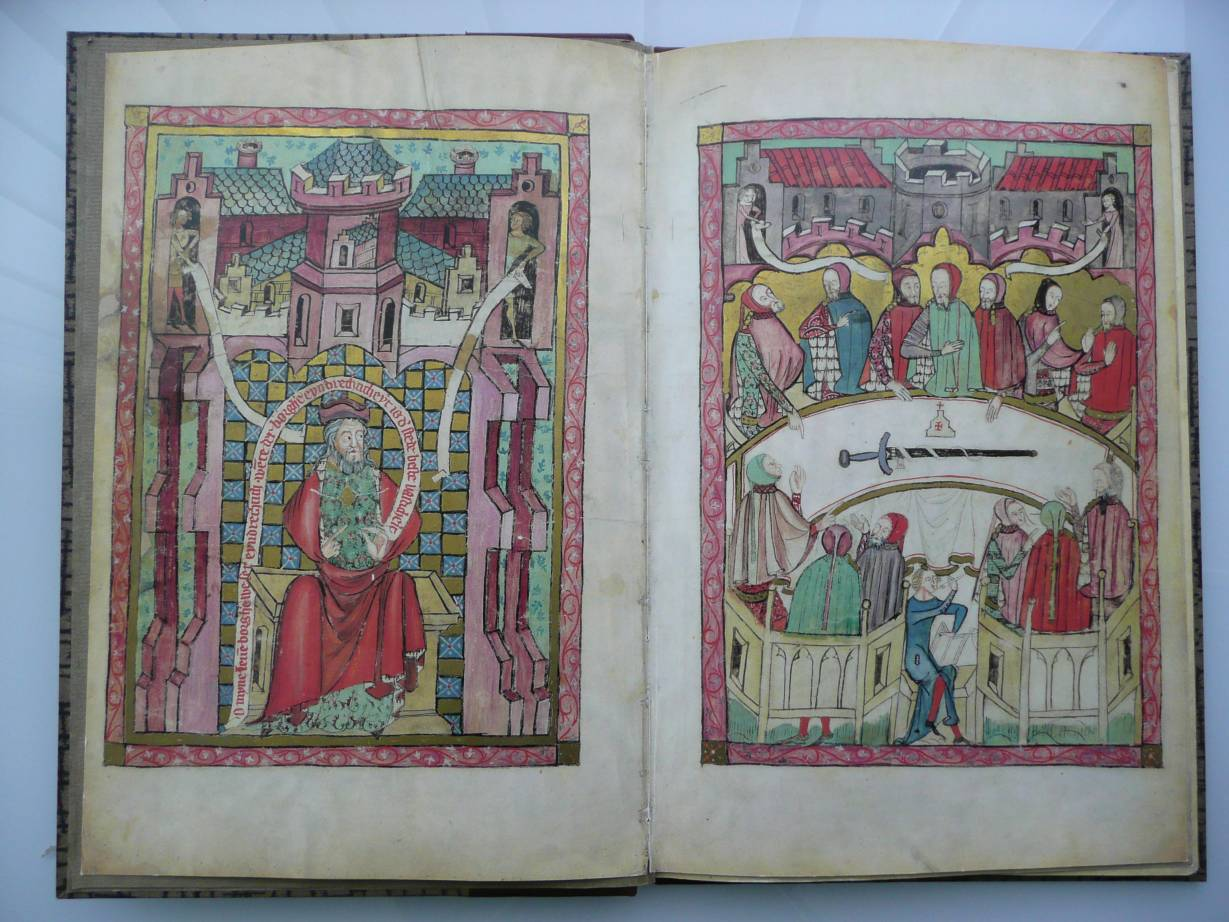
Das Rechtsbuch ist das wertvollste Archivale des Stadtarchivs Herford.

### Bestände des Stadtarchivs Herford
Die Bestände des Stadtarchivs Herford sind sehr umfangreich und reichen nahezu lückenlos bis ins 13. Jahrhundert zurück. Die ältesten Quellen sind Urkunden und Unterlagen zu kirchlichen Einrichtungen und Klöstern, dem Fraterhaus und der Kalandsbruderschaft, aber auch städtische Akten.
- Unterlagen der Stadtverwaltung:
  - Urkunden (13. – 19. Jahrhundert)
  - Manuskripte
  - Unterlagen der Stadtverwaltung 15. Jahrhundert – 1890
  - Unterlagen der Stadtverwaltung 1890–1945
  - Unterlagen der Stadtverwaltung 1945 – heute
  - Unterlagen der eingemeindeten Gemeinden 1816–1969

Zu den städtischen Unterlagen gehören auch die nach dem geltenden Personenstandsgesetz fortlaufend zu übernehmenden Personenstandsregister des Standesamts Herford nach Ablauf ihrer Aufbewahrungsfristen gemäß Archivgesetz Nordrhein-Westfalen (Geburtsregister nach 110 Jahren, Eheregister nach 80 Jahren und Sterberegister nach 30 Jahren).
- Unterlagen nichtstädtischer Herkunft:
  - Nachlässe
  - Deposita, u. a.
    - Archiv des Vereins für Herforder Geschichte
    - Archiv des Friedrichs-Gymnasiums

  - kleine Erwerbungen
  - Fotos, u. a.
    - Fotosammlung des Städtischen Museums
    - Nachlass des Fotografen Georg Heese

  - Quellensammlung (Kopien von relevanten Unterlagen aus anderen Archiven)
  - Karten und Pläne
  - Zeitungen ab 1846, u. a.
    - Herforder Kreisblatt
    - Neue Westfälische[6]

### Bestände des Kreisarchivs Herford
Die Akten des Kreises Herford reichen zurück bis zu dessen Gründung 1816.
Die Überlieferung der Stadt Enger und der Gemeinde Hiddenhausen, sowie der 1969 nach Herford eingemeindeten Ortschaften, beginnt ebenfalls Anfang des 19. Jahrhunderts.
- Unterlagen der Kreisverwaltung:
  - Landratsämter Herford und Bünde
  - Kreisausschuß des Kreises Herford
  - Kreisverwaltung Herford ab 1946

- Unterlagen nichtstädtischer Herkunft:
  - Audiovisuelle Medien
  - Karten
  - Sammlungsgut
  - Allgemeine Ortskrankenkasse Kreis Herford
  - Kriegssachschädenakten Stadt und Landkreis Herford
  - Kreissonderhilfsausschuss (Wiedergutmachung)

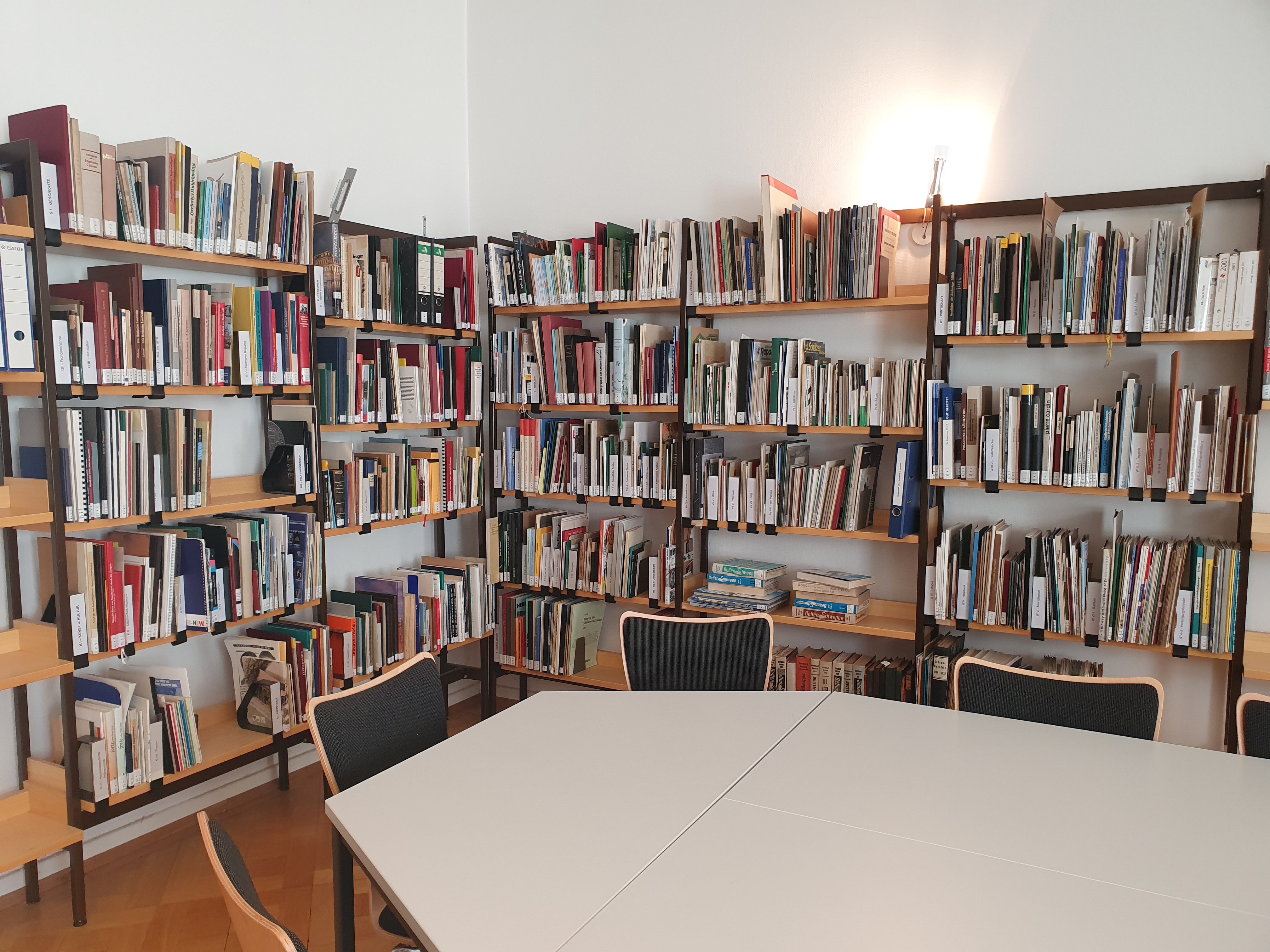

  - Fotosammlung
  - Nachlässe
  - Vereine und Verbände

### Bibliothek
Ergänzend verfügt das Kommunalarchiv Herford über eine umfangreiche Archivbibliothek, die ca. 20.000 Bände umfasst und bis ins 16. Jahrhundert zurückreicht. Die Themengebiete umfassen hauptsächlich die lokale und regionale Geschichte, aber auch allgemeine Geschichtswissenschaften und Hilfswissenschaften für die historische Forschung.

## Gedenkstätte Zellentrakt
Seit 2005 ist den ehemaligen Gefängnisräumen des Herforder Rathauses, in denen auch das Archiv zeitweise untergebracht war, die Gedenkstätte Zellentrakt eingerichtet. Sie wird vom Stadtarchiv Herford und vom Verein ‚Kuratorium Erinnern Forschen Gedenken e. V.‘ betrieben und bietet neben einem Gedenkraum an die ermordeten jüdischen Herforder auch Platz für pädagogische Angebote und wechselnde Ausstellungen (thematische Schwerpunkte: jüdisches Leben, die Zeit des Nationalsozialismus, Minderheiten und fremde Kulturen) an.

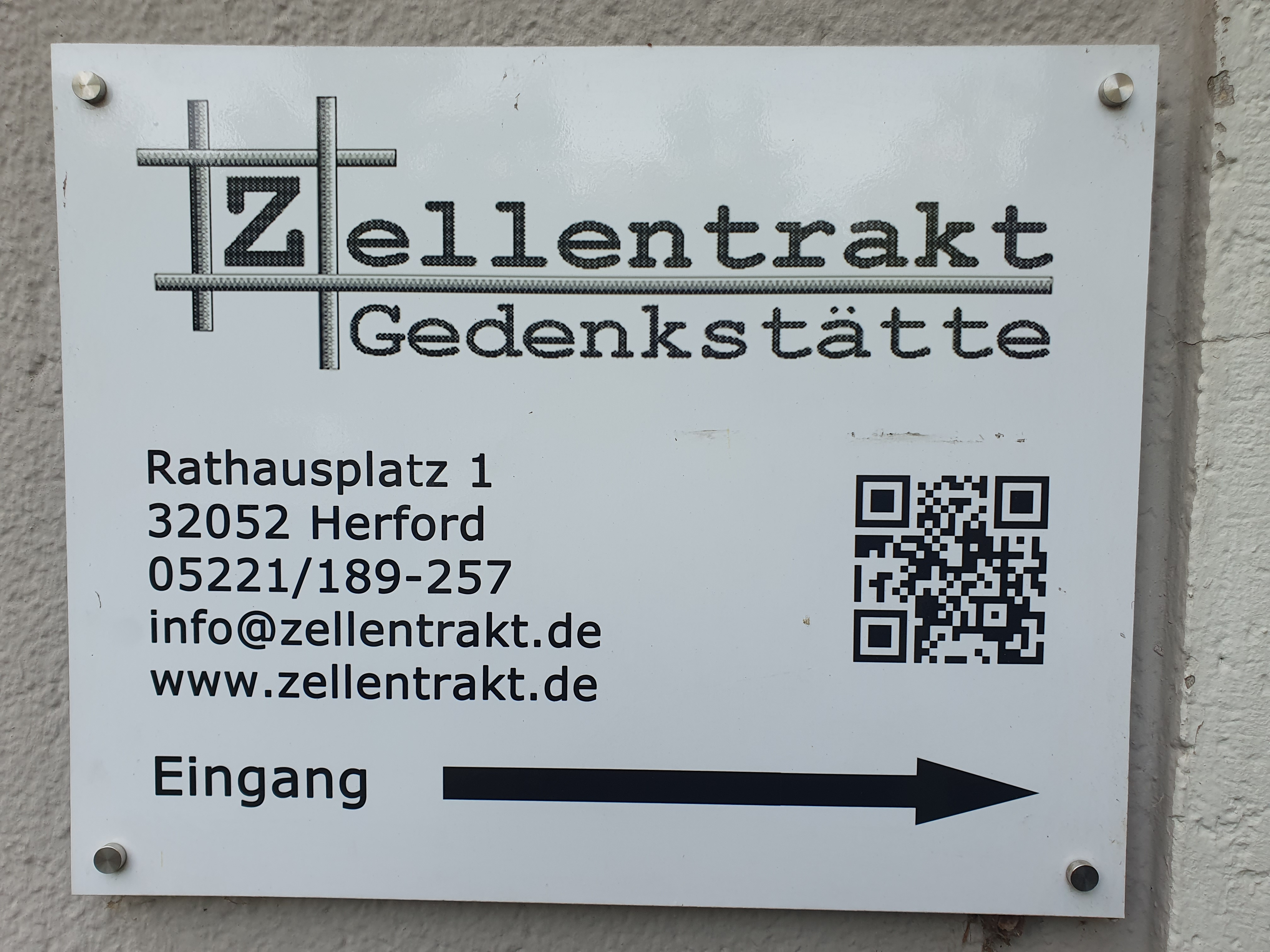

## Publikationen
Jährlich wird vom Kreisheimatverein und vom Kommunalarchiv Herford das Historische Jahrbuch für den Kreis Herford herausgegeben. Inhaltlich werden Beiträge zur Geschichte, Kultur, Biologie, Natur, Geologie und Heimatkunde des Kreises Herford behandelt, mitschreiben dürfen alle interessierten Wissenschaftler und Heimatforscher. Unterstützt wird die Herausgabe vom Verein für Herforder Geschichte und der Stiftung der Sparkasse Herford.
Vom Stadtarchiv werden auch die beiden Reihen Herforder Forschungen (schon seit 1989) und Herforder Geschichtsquellen herausgegeben, in denen in loser Folge Forschungsarbeiten zur Stadt- und Regionalgeschichte publiziert werden.
Außerdem ist das Stadtarchiv beteiligt an der Herausgabe und Redaktion des vierteljährlich erscheinenden HF-Magazins – Heimatkundliche Beiträge aus dem Kreis Herford. Alle Ausgaben des Magazins können auf der Internetseite des Kreisheimatvereins Herfords als PDF-Dateien eingesehen werden.